# 乌西尼
乌西尼（義大利語：Usini），是意大利萨萨里省的一个市镇。总面积30.68平方公里，人口4229人，人口密度137.8人/平方公里（2009年）。ISTAT代码为090077。